# 瓦里克 (紐約州)
瓦里克（英語：Varick）是一個位於美國紐約州塞尼卡縣的鎮。

## 人口
根據2020年美國人口普查的數據，瓦里克的面積為118.28平方千米，當中陸地面積為82.86平方千米，而水域面積為35.42平方千米。當地共有人口1656人，而人口密度為每平方千米14人。